# Профачи, Джо
Джузеппе «Джо» Профачи (2 октября 1897, Виллабате, Палермо, Сицилия, Италия — 6 июня 1962, Бэй-Шор, Нью-Йорк, США) — американский криминальный деятель итальянского происхождения, основатель мафиозной семьи Коломбо, одной из так называемых «Пяти семей». Основанная в 1928 году, эта «семья» стала последней из пяти могущественных мафиозных группировок Нью-Йорка. Профачи руководил ею на протяжении трёх десятилетий, с 1940-х до начала 1960-х годов он считался одним из самых влиятельных мафиози Америки.

## Криминальная карьера
О его жизни на Сицилии мало что известно, за исключением того, что в 1920 году он был арестован за кражу и провёл в тюрьме год, после чего в 1921 году эмигрировал в США. Первоначально он поселился в Чикаго и открыл собственные пекарню и магазин, но дело оказалось неприбыльным, поэтому в 1925 году он переехал в Нью-Йорк, занявшись импортом оливкового масла. Вскоре после этого он получил прозвище «Короля оливкового масла». В 1927 году он получил американское гражданство и примерно с этого же времени стал контактировать с сицилийскими мафиозными организациями в Нью-Йорке.
5 декабря 1928 года Профачи участвовал в сходке лидеров гангстерских банд в Кливленде. Незадолго до этой сходки, в октябре 1928 года, один из мафиозных боссов Бруклина Сальваторе Д’Аквила был убит в ходе гангстерской Кастелламарской войны, разгоревшейся тогда в Нью-Йорке. Для замены убитого криминального авторитета и наведения порядка среди бруклинских группировок участниками встречи было принято решение о том, что Джо Профачи может занять его место. На тот момент Джо Профачи ещё не обладал достаточным опытом ведения дел мафии, поэтому так до конца и не ясно, почему ему позволили занять столь высокий в мафиозной иерархии пост. По одной из версий, в пользу Профачи сыграло то, что члены его семьи в Сицилии обладали высоким статусом в тамошней мафии.
К 1930 году группировка Профачи контролировала проституцию, ростовщичество, игорный бизнес и наркоторговлю в Бруклине. О его участии в Кастелламарской войне нет достоверных сведений: по одним источникам, он хранил нейтралитет, по другим — поддержал Сальваторе Маранцано. По итогам войны он стал главой одной из «пяти семей», значительно увеличив своё влияние к 1940 году. Несколько раз полиция арестовывала его, однако ему всегда удавалось избегать тюремного заключения.

## Легальный бизнес. Недвижимость. Отношение к церкви
Профачи получал свою основную прибыль через уголовно наказуемые виды деятельности, в основном рэкет и вымогательство. Однако — дабы избежать обвинений в уклонении от уплаты налогов — Профачи поддерживал и развивал легальный бизнес по импорту оливкового масла, основанный ещё в 1925 году. Ему принадлежала компания «Mama Mia Importing Company» по производству и импорту в США оливкового масла. Всё это только укрепляло статус Джо Профачи в качестве «короля оливкового масла». После Второй мировой войны спрос на оливковое масло вырос, и его законный торговый бизнес процветал. Профачи владел 20 предприятиями по производству и доставке масла. На них трудились сотни рабочих Нью-Йорка.
Профачи владел большим домом в Бенсонхерсте (Бруклин), домом в Майами-Бич во Флориде и особняком с участком площадью 1,33 км² в Нью-Джерси, который ранее принадлежал президенту Теодору Рузвельту. У Профачи находилась в частной собственности взлётная полоса и часовня с алтарём, представляющим собою копию алтаря Собора Святого Петра в Риме.
Он также был известен как набожный католик, делал щедрые пожертвования Католической церкви.

## Проблемы с законом
В 1953 году Налоговое управление США предъявило Профачи иск о неуплате налогов на сумму более 1,5 миллиона долларов. Когда Профачи скончался 9 лет спустя, эта сумма так и осталась невыплаченной.
В 1954 году было возбуждено дело о лишении его американского гражданства. Профачи был обвинён в сокрытии информации о судимости в Италии при въезде в США в 1921 году. Однако производство было прекращено в 1960 году.
В 1956 году правительственными агентами была осуществлена запись телефонного разговора между Джо Профачи и сицилийским мафиози Антонио Коттоне об экспорте сицилийских апельсинов в США. В 1959 году агенты таможенной службы перехватили партию таких апельсинов, пришедшую в Нью-Йорк. В этой партии было обнаружено 50 килограммов героина, упрятанного в апельсины. Профачи так никогда и не был привлечён к уголовному преследованию за эту поставку.
В 1957 году Джо Профачи участвовал в сходке Апалачинском съезде, крупной сходке боссов мафии в Апалачине. Когда конференция началась, силы специального назначения нью-йоркской полиции окружили помещение и арестовали всех присутствующих. Профачи оказался одним из гангстеров, арестованных в тот день, общее число которых составляло 61. 13 января 1960 года Профачи и ещё 21 мафиози были признаны виновными. Джозеф Профачи получил срок в пять лет тюремного заключения. Однако 28 ноября 1960 года апелляционный суд отменил приговор.

## Криминальный бизнес
В самой «семье» Профачи многие были недовольны его жёсткой политикой руководства — он требовал выплаты себе 25 долларов в месяц в качестве десятины с каждого члена банды и не терпел никакого инакомыслия, жестоко убивая тех членов своей группировки, кто был с ним в чём-то не согласен. В 1960 году у него возник серьёзный конфликт с его ближайшим помощником Джо Галло, решившим оспорить его первенство: в 1959 году Галло убил задолжавшего Профачи букмекера, однако ничего не получил с его бизнеса, чем был крайне недоволен. В итоге в феврале 1961 года Галло поднял «восстание» против Профачи, пленив многих его сторонников; сам Профачи чудом спасся, бежав из своего особняка в пижаме и укрывшись затем во флоридской больнице. После этого последовали длительные переговоры и продолжение разборок, в ходе которых погибло несколько деятелей «семьи» и которые серьёзно подорвали здоровье Профачи. Он умер от рака печени в 1962 году. После его смерти «семью» — спустя ещё два года смуты — возглавил Джозеф Коломбо, после чего она и получила то название, под которым известна до нынешних дней.